# Кронос
Кро́нос, Крон (др.-греч. Κρόνος), в древнегреческой мифологии — верховное божество, по иному мнению титан, младший сын первого бога Урана (неба) и богини-демиурга Геи (земли).
Первоначально — бог земледелия, позднее, в эллинистический период, отождествлялся с богом, персонифицирующим время, Хроносом (др.-греч. Χρόνος от χρόνος —  время).
Период верховенства Крона считался золотым веком.
Соответствует римскому Сатурну.

## Этимология
Этимология имени Кронос неизвестна. Сами греки поздних времён из-за созвучия имён сопоставляли его с Хроносом-временем. Неизвестно, имеет ли имя греческое происхождение. Только серп — древний атрибут — говорит об их природе.
Существовал у ионийцев. Во всяком случае, в ряде ионийских городов был праздник Кроний, но исконность его связи с Кроносом сомнительна, так что бог Кронос, будучи персонажем мифов, оказывается в то же время на периферии религиозных культов и верований.

## Легенды

### Кронос и Уран

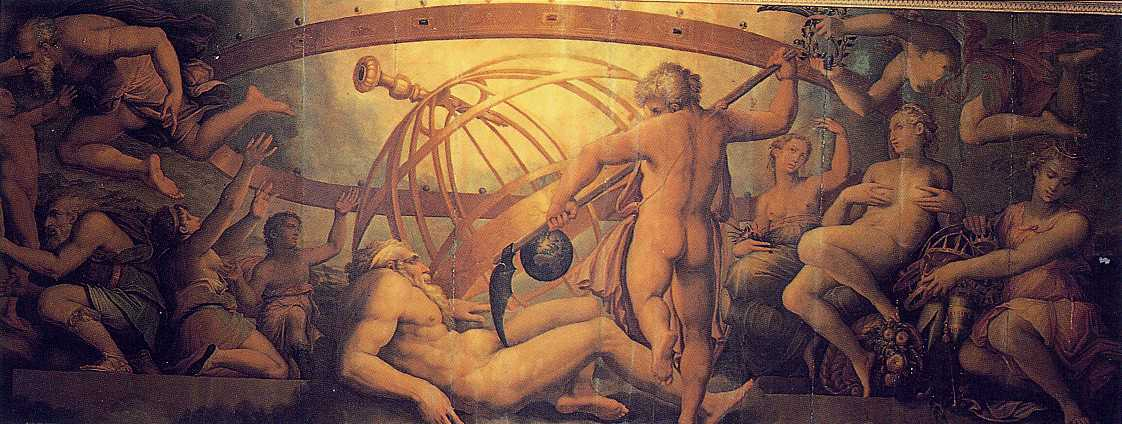
Оскопление Урана Кроносом. Джорджо Вазари и Жерарди Христофано, XVI век, Палаццо Веккьо, Флоренция

Уран, ненавидя своих детей-титанов, возвращал их снова в недра земли. Поэтому Гея, изнемогавшая от бремени, уговорила Кроноса, родившегося последним, оскопить Урана. Так Кронос стал верховным богом.
Серп, которым он оскопил Урана, Кронос бросил в море у мыса Дрепан (Серп) в Ахайе. Этот серп хранился в пещере в Занкле (Сицилия).
По Ферекиду Сирскому, Кронос победил Офиона и первым был коронован. По другой версии, Кронос был старшим сыном, и поэтому стал царём.
При нём наступил золотой век.
От союза Кроноса с нимфой Филирой (которую он после, опасаясь ревности богини Реи, превратил в кобылицу) родился кентавр Хирон.

### Поглощение детей Кроносом. Кронос и Зевс

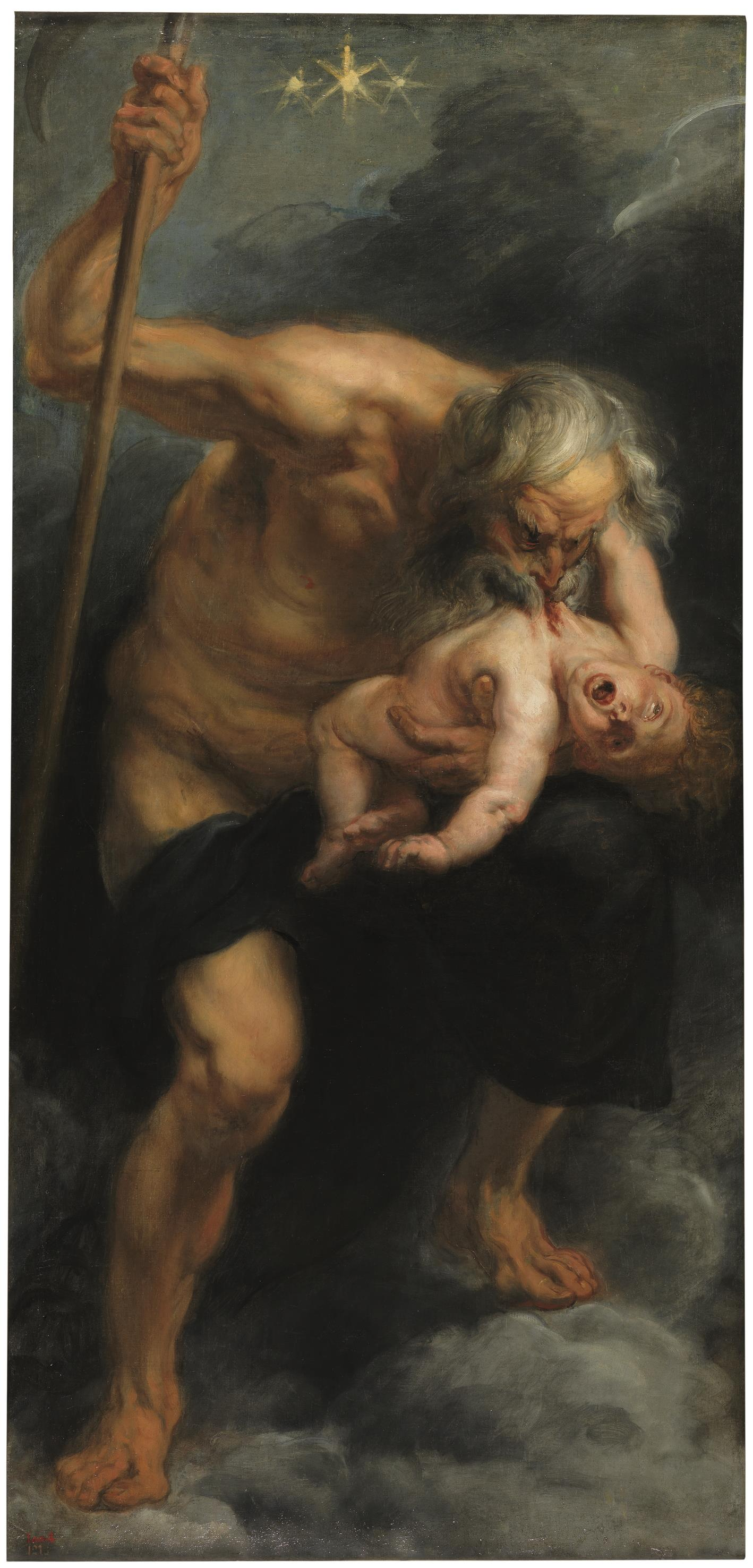
Сатурн (Рубенс)

Кронос боялся предсказания Урана, по которому кто-то из его детей, рождённых ему Реей, свергнет его, а поэтому проглатывал их одного за другим. Так проглотил он Гестию, Деметру, Геру, Аида и Посейдона.

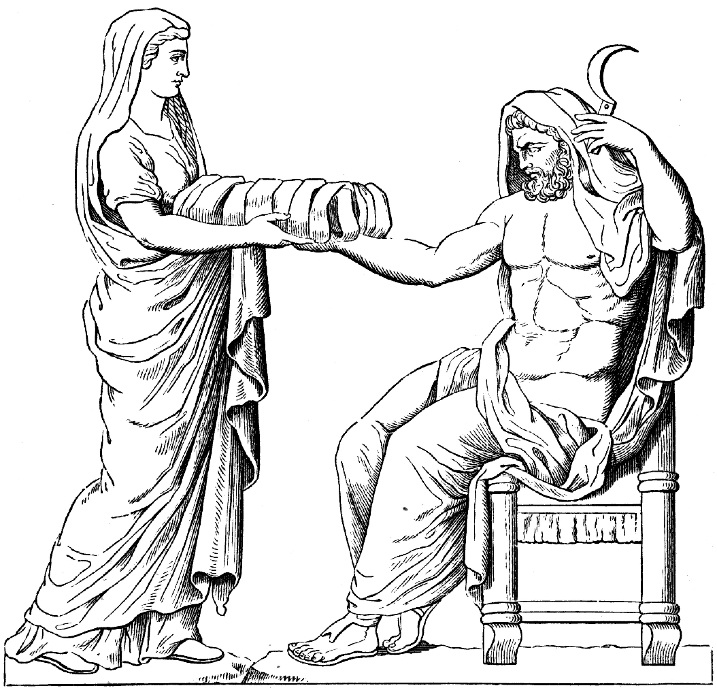
Рея даёт Крону запеленутый камень

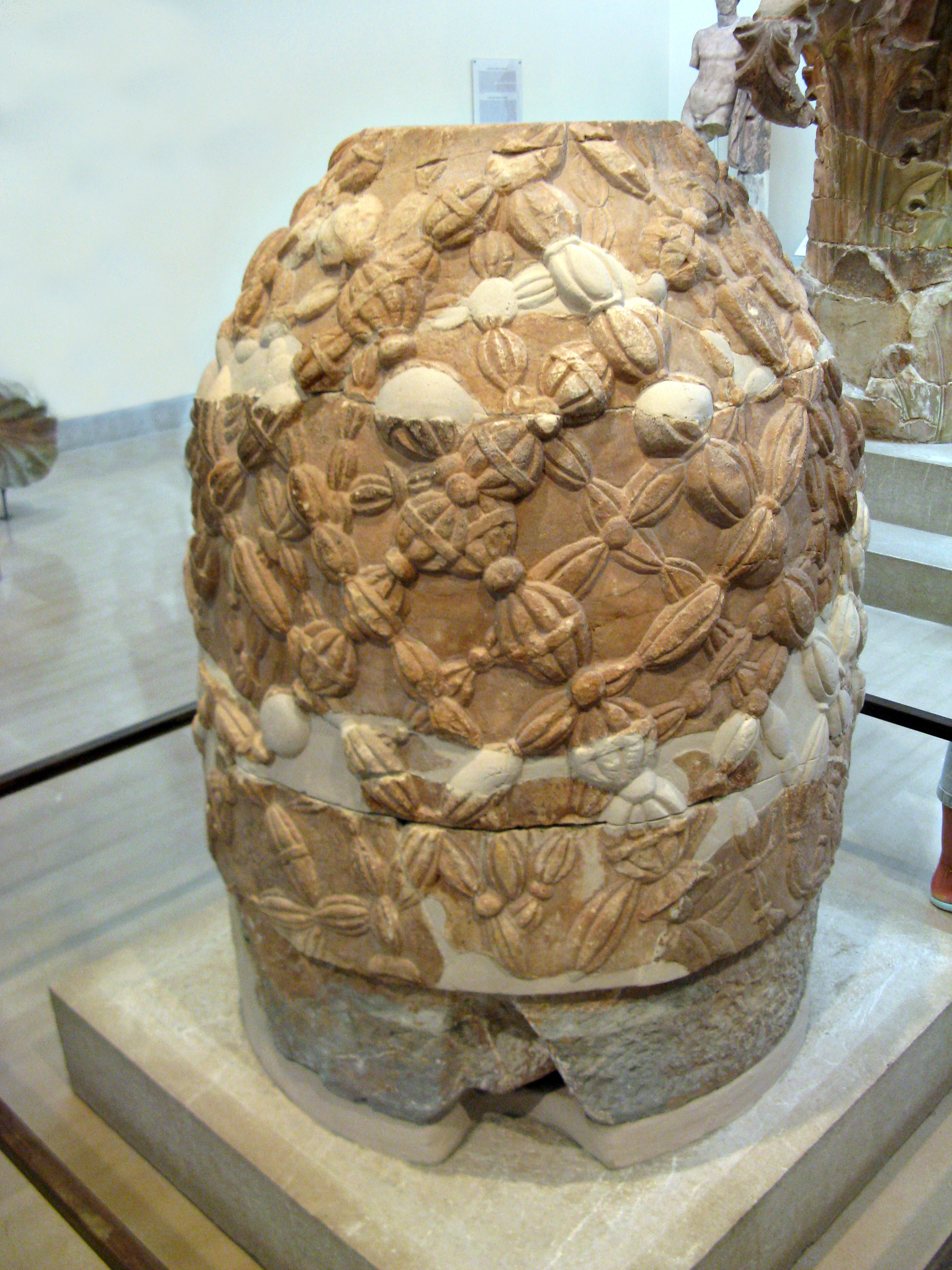
Омфал в археологическом музее в Дельфах

Супруга Кроноса Рея, беременная Зевсом, не желая лишиться последнего ребёнка, родила его в глубокой пещере на Крите и скрыла там, а Кроносу дала проглотить камень. Этим камнем считался монолит «омфал» ныне выставленный в археологическом музее в Дельфах. По римской традиции этот камень называли «агадир». Также были античные мнения, будто Рея дала Кроносу камень на утёсе Петрах над Херонеей.
Когда Кронос понял, что обманут, он стал искать Зевса по всей земле, но куреты с острова Крит помешали ему найти младенца, и когда Зевс плакал, они стучали копьями о щиты, чтобы Кронос не услышал плач маленького Зевса.
Когда Зевс вырос и возмужал, он начал войну с отцом, потрясшую Вселенную до основания. После десятилетней войны Кронос был свергнут Зевсом и заключён в Тартар, вместе со вставшими на его защиту титанами.
По одному сказанию, Зевс в Олимпии боролся за власть с Кроносом и победил. Согласно же орфикам, Зевс по совету Нюкты напоил Крона мёдом, тот заснул и его оскопили (кастрировали). По версии, оскоплён Зевсом, от его семени родилась Афродита (обычно здесь фигурирует Уран).
Зевс, с помощью Геи или Метиды, заставил Крона изрыгнуть поглощённых им своих братьев и сестёр, которых затем сделал олимпийскими богами: Гестию — богиней домашнего очага, Геру — женой и царицей богов, Деметру — богиней полей и плодородия, Аида — богом подземного царства мёртвых и Посейдона — богом морей.
По другому варианту мифа, Кронос впоследствии был прощён и переселён на «острова блаженных». Отсюда в представлении древних греков «царство Кроноса» соответствовало сказочному «золотому веку».

## Позднейшая традиция и упоминания
Кронос похоронен на Сицилии. Он был богом в Аравии, отождествлялся с финикийским богом, которому приносили в жертву младенцев. В Олимпии ему был сооружён храм. Жертвы приносили Кроносу басилы (цари) в Олимпии на вершине горы Кроний в день весеннего равноденствия, по другим источникам — 12-го гекатомбеона (конец июля).
Ему посвящён XIII орфический гимн.
Кроносу соответствует римский бог земледелия Сатурн. По преданию, отождествлявшему Кроноса с Сатурном, он был разбит Юпитером (тождественен Зевсу) и бежал в Италию. В Италии святилища Сатурна можно было встретить всюду; многие местечки и города полуострова названы по имени бога; сама Италия, по преданию, именовалась в древности Сатурновой землёй (лат. Saturnia tellus).
Кронос царствовал в Ливии и Сицилии и основал Гиераполь.
В честь Кроноса названа звезда HD 240430, которая, как считается, поглотила одну или несколько планет.